# Venom (album)
Venom è il quinto album in studio del gruppo heavy metal gallese Bullet for My Valentine, pubblicato nell'agosto 2015. La versione deluxe si differenzia dall'edizione standard oltre che per la presenza di tracce aggiuntive anche per le differenti coperte (bianca per l'edizione standard, nera per l'edizione deluxe). 

## Tracce
1. V – 1:26
2. No Way Out – 3:53
3. Army of Noise – 4:18
4. Worthless – 3:18
5. You Want a Battle? (Here's a War) – 4:14
6. Broken – 3:39
7. Venom – 3:54
8. The Harder the Heart (The Harder It Breaks) – 4:00
9. Skin – 3:59
10. Hell or High Water – 4:36
11. Pariah – 3:46

Tracce bonus dell'edizione deluxe
1. Playing God – 3:52
2. Run for Your Life – 3:34
3. In Loving Memory (Demo Version) – 4:02
4. Raising Hell – 4:35

## Formazione
- Matthew "Matt" Tuck - voce, chitarre, basso
- Michael "Padge" Paget - chitarre, cori
- Michael "Moose" Thomas - batteria
- Jamie Mathias - basso